# 都賚
都賚（穆麟德轉寫：dulai，？—1759年），瓜爾佳氏，滿洲人，清朝政治人物、清朝兵部尚書。
曾任西安將軍。乾隆二十三年八月甲戌，接替雅爾哈善，擔任清朝兵部尚書，后革。由阿里袞接任。